# Dailuaine
Dailuaine est une distillerie de whisky située à Charlestown-of-Aberlour dans le Speyside.

## Histoire
La distillerie a été fondée en 1851 par William Mackenzie. Quand il meurt, en 1865, sa veuve loue la distillerie à James Fleming, un banquier d’Aberlour. Il va avec William, le fils de Mackenzie, fonder la société Mackenzie and Company.
En 1884 Dailuaine est rénovée et agrandie. Elle est à ce moment-là une des plus importantes distilleries de la région. En 1889, Charles Doig y crée la première construction en « pagode » d’Écosse pour son four à malt.
En 1891, la société Dailuaine-Glenlivet Distillery Ltd est créée. En 1898, Dailuaine-Glenlivet et Talisker Distillery Ltd. Fusionnent pour devenir Dailuaine-Talisker Distilleries Ltd.
En 1915 Thomas Mackenzie, héritier direct du fondateur, décède. La compagnie est vendue à John Dewar & Sons, John Walker & Sons et James Buchanan & Co. un an plus tard.
En 1917, un grand incendie détruit le toit pagode. La distillerie est obligée de fermer. Rénovée, elle rouvre trois ans plus tard. En 1925 elle est rachetée par Distillers Company Limited (DCL).
En 1960 la distillerie est totalement rénovée et agrandie : elle passe de 4 à 6 alambics. À partir de 1983, le maltage sur place est supprimé.
En 1987, Dailuaine est racheté par United Distillers. Le nouveau propriétaire lance en 1991 le premier single malt de la distillerie. Il s’agit d’un 16 ans d’âge dans la collection Flora & Fauna.